# دكتور أخطبوط
دكتور أخطبوط (بالإنجليزية:Doctor Octopus) شخصية خيالة شريرة ظهر لأول مره في عام 1963 في القصص المصورة التي نشرتها شركة مارفيل كومكس بجانب بطل السلسلة الرجل العنكبوت.